# 圣若瑟堂 (比亚里茨)

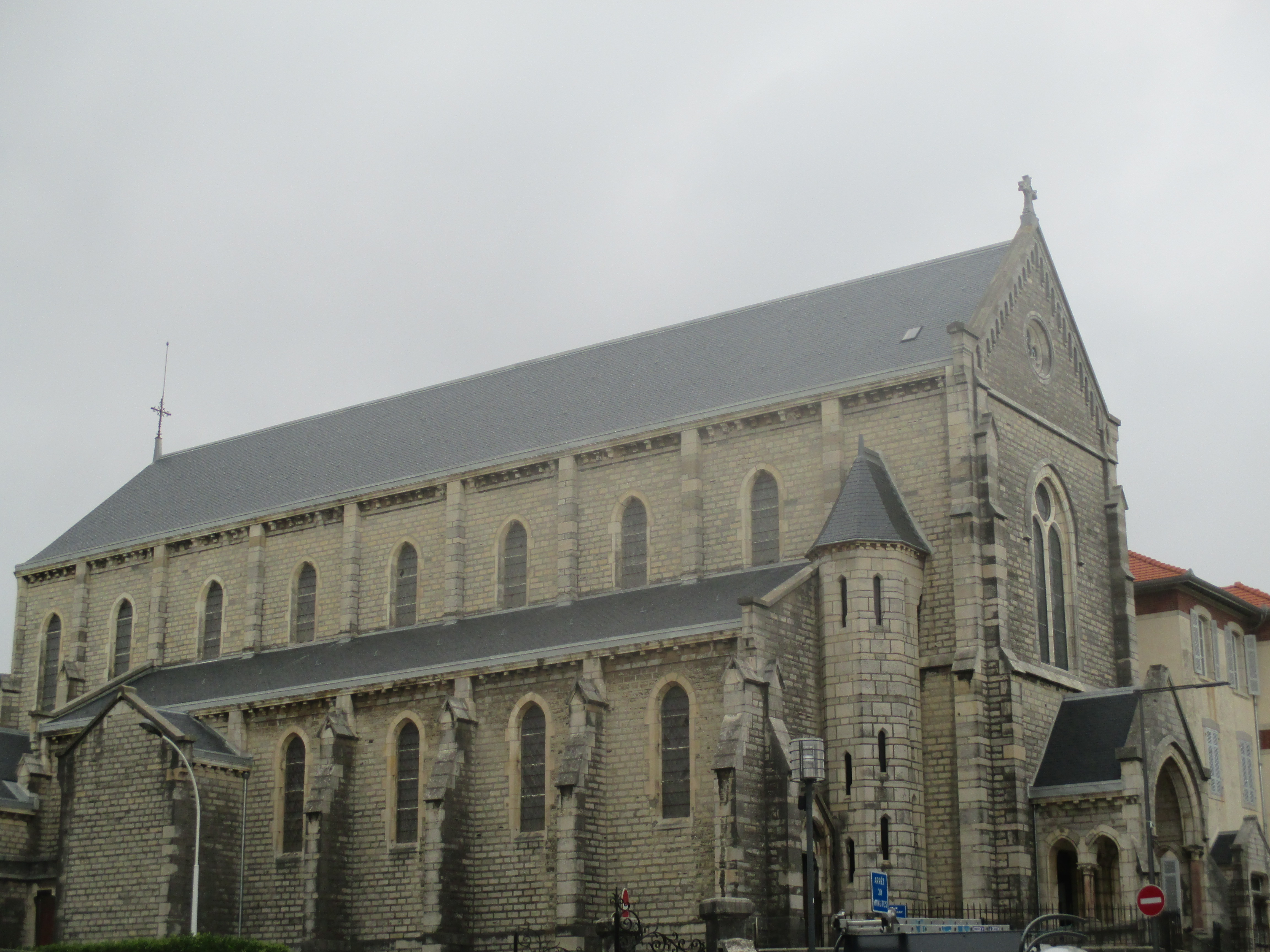

圣若瑟堂（Église Saint-Joseph）是一座罗马天主教教堂,位于法国新阿基坦大区大西洋比利牛斯省比亚里茨，属于天主教巴约讷教区的岩石圣母堂区（Notre-Dame-du-Rocher）。

## 历史
这座教堂于1895年祝圣，是一座位于多明我会修道院内的小堂。修道院在1960年代末关闭，这座教堂改为堂区教堂，后来成为岩石圣母堂区（paroisse Notre-Dame-du-Rocher）的一部分，由圣安珍妮堂（Église Sainte-Eugénie）、圣嘉禄堂（église Saint-Charles）、圣玛尔定堂（église Saint-Martin）、布劳圣神小堂（chapelle du Saint-Esprit du Braou）和圣德肋撒堂（église Sainte-Thérèse）共同组成。咏经席两侧有两幅镶嵌画：右侧描绘玫瑰圣母、圣多明我、圣加大利纳；左边描绘耶稣圣心和亨利·苏瑟、瑪加利大和圣加大利纳。
正祭台由白色大理石制成，上有粉红色柱，上面悬挂巨大的基督苦像。
该堂在1944年3月27日的美国轰炸中受损，花窗玻璃消失，战后重新制造。
管风琴可追溯到1890年。.
自2012年以来，应天主教巴约讷教区艾利特主教的要求，由圣玛尔定堂的神父为这座教堂服务。

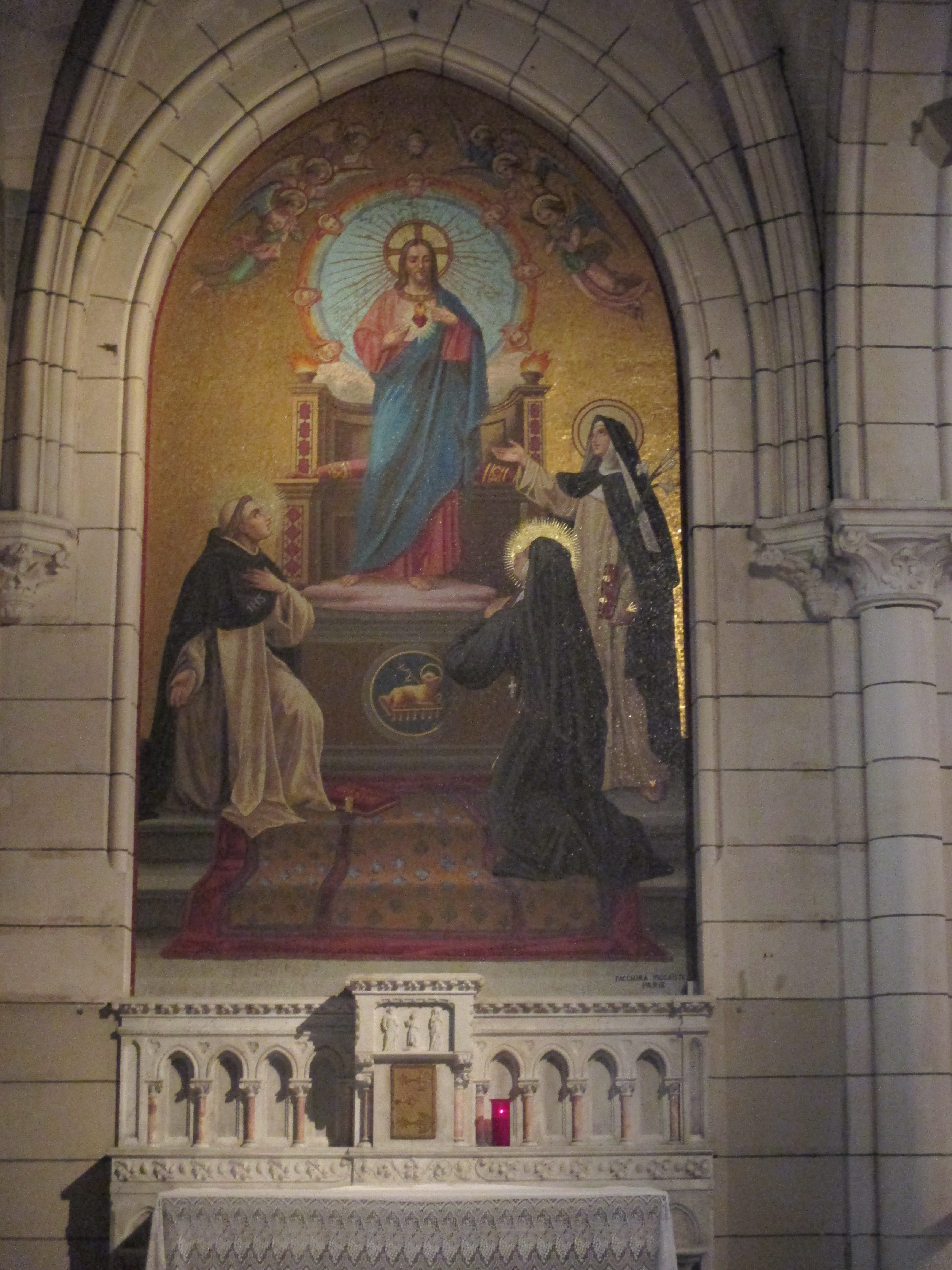
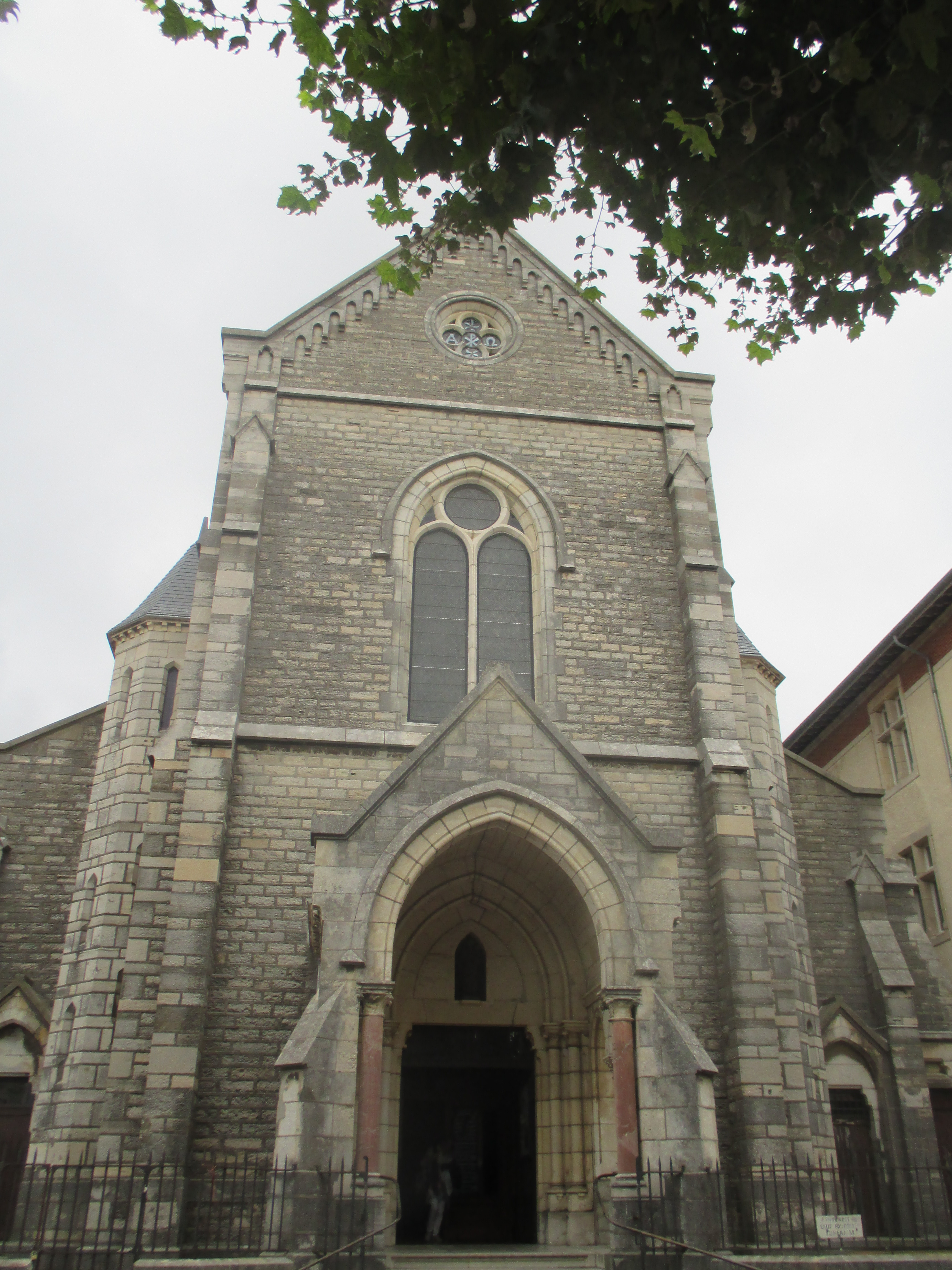
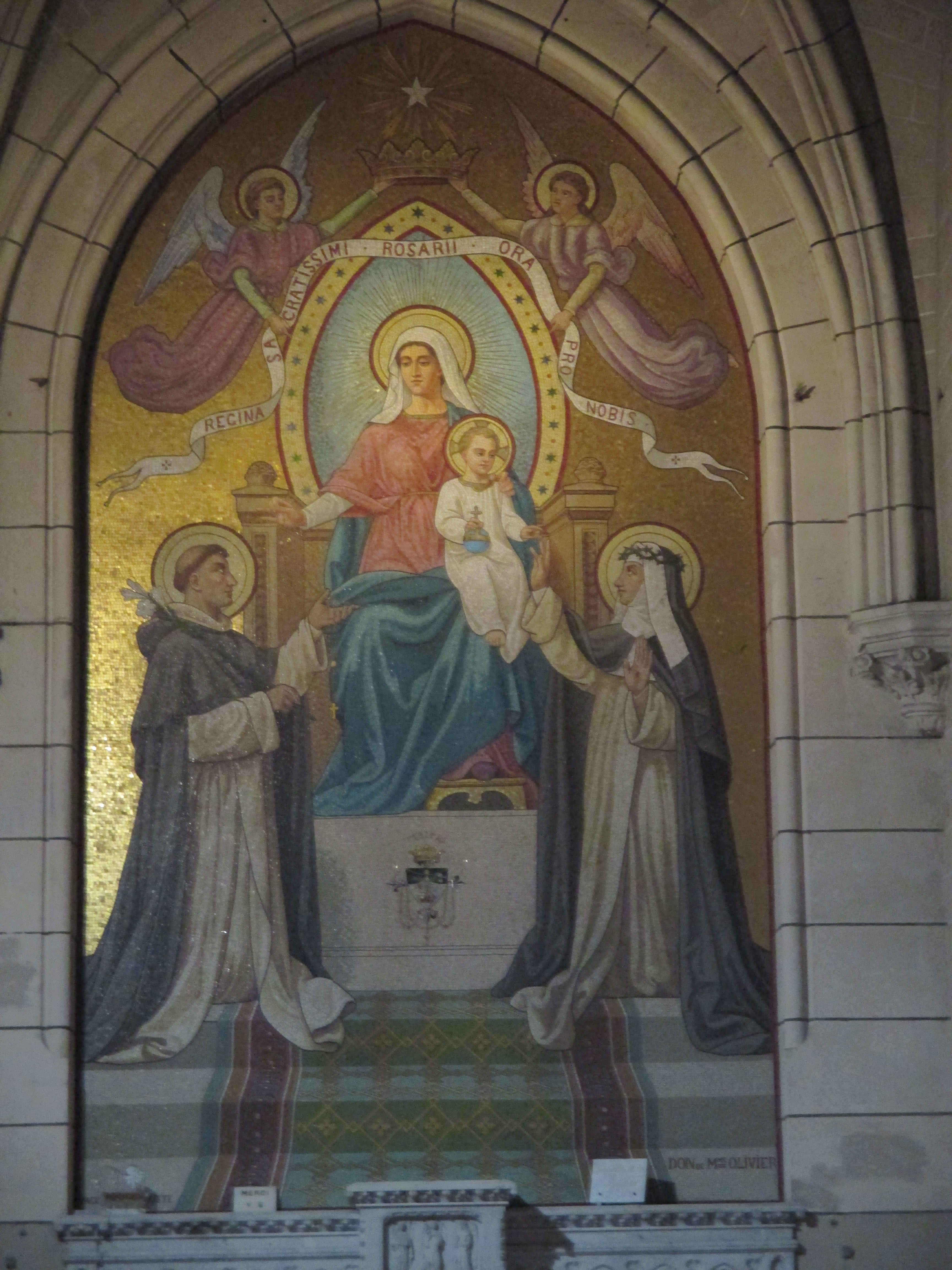
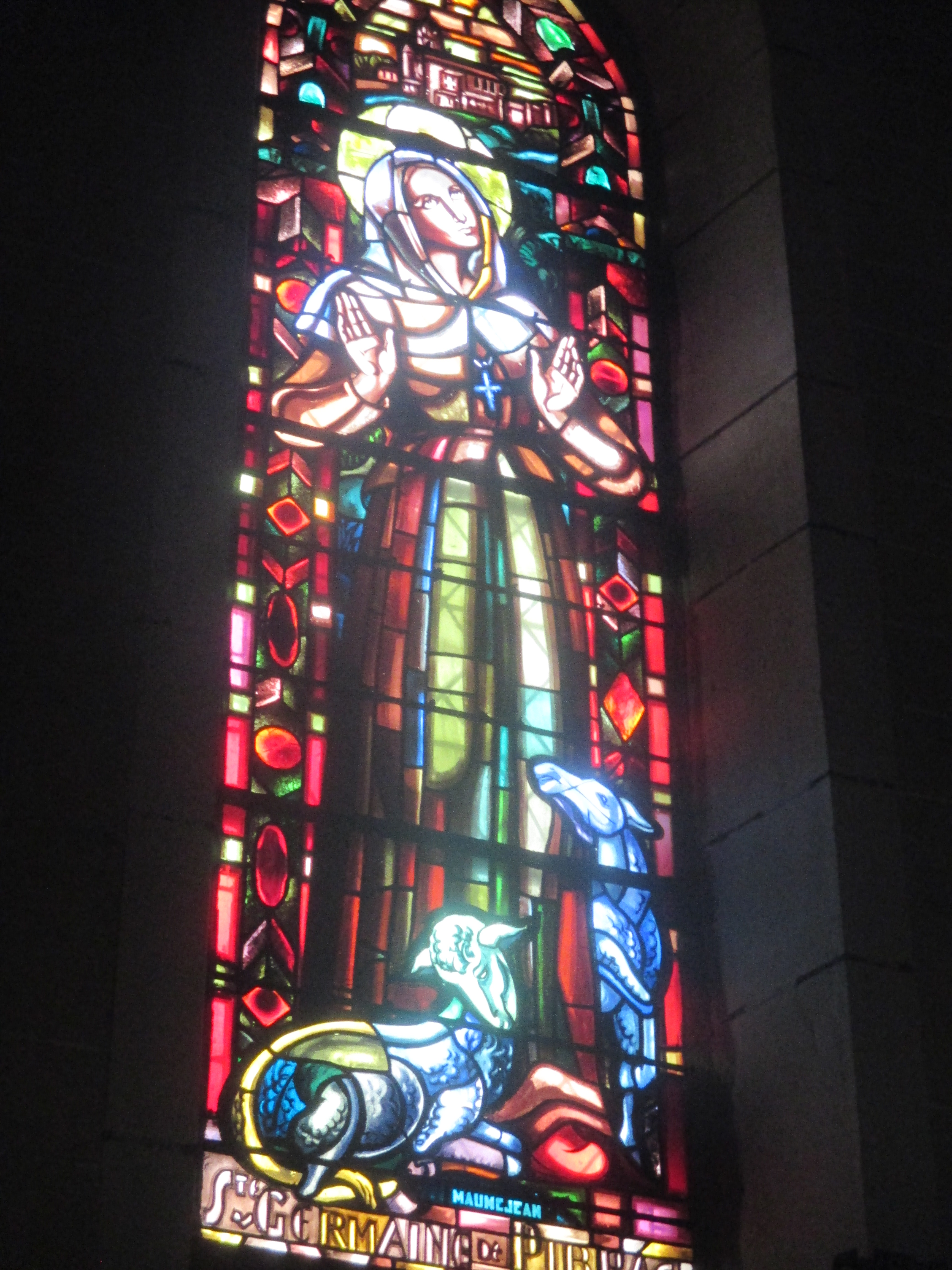